# Szkinhed
A szkinhed (angolul skinhead) avagy bőrfejű egy társadalmi szubkultúrát és az ahhoz tartozókat jelölő elnevezés. Gyökerei a munkásosztályhoz, a szegényebb néprétegekhez csatolják. A skinheadek az 50-es-60-as évek két fő szubkultúrájából alakultak ki. Ez a két szubkultúra a "mod" és a "rudeboy" volt. A "modok" brit munkásosztály fiataljai voltak. Ők akkoriban a legújabb zenének számító reggae-t és ska-t hallgatták. Az öltözködésük a későbbi skinheadekéhez hasonló volt. Ami még elengedhetetlen kellék volt, az a robogó, minden fiatal ezzel járt. Mind fiatalok voltak, akik bár a munkásosztályból kerültek ki, az utcán elegánsan, s a legújabb divat szerint öltözködtek. "Rudeboy"-oknak a gengszter típusú jamaicai fiatalokat hívták. Bennük nagyon erős volt az összetartás és nem kímélték azt, aki útjukba állt. A 60-as években sok jamaicai emigrált Britanniába, így találkozott a két szubkultúra egymással.
Ebből a két csoportból születtek az első szkinhedek 1969 táján. Hajukat rövidre vágták, mivel gyakoriak voltak az utcai verekedések és ez a hajviselet volt a legkényelmesebb. Kedvencük volt a reggae, a futball és persze a munkásosztályhoz mindig hűek maradtak.
A bőrfejűek politikai nézetei széles skálán mozognak a szélsőjobboldali neonáciktól egészen a szélsőbaloldali anarchistákig. Az első nem rasszista szervezet 1986-ban alakult az USA-ban, terjesztve azt, hogy az első szkinhedek nem voltak rasszisták. Őket nevezzük SHARP-oknak (Skinheads Against Racial Prejudice: szkinhedek a rasszista előítéletek ellen). Vannak köztük apolitikusak is, akik a bőrfejűséget nem kapcsolják politikai ideológiához.
A későbbiekben a rasszista bőrfejűeket a SHARP-ok boneheadeknek (csontfejűeknek) nevezték el, mivel szerintük az igazi szkinhedek nem rasszisták.

## Történet

### Mod gyökerek

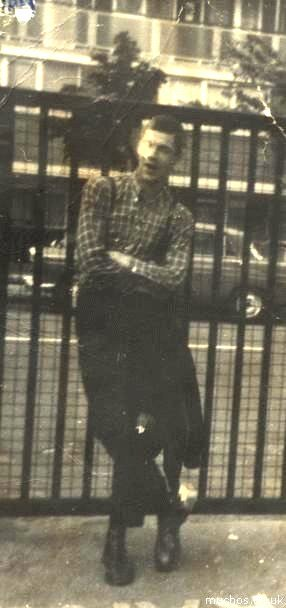
Hoxton Tom McCourt a '70-es évek szkinhed mozgalmának egyik tagja

A hatvanas évek elején Nagy-Britanniában a széles munkásosztály tagjainak nagy része korlátozott lehetőségekkel rendelkezett művelődési, lakhatási, pénzügyi-gazdasági körülményeit tekintve. Azonban a háború utáni gazdasági fellendülés lehetőséget adott a fiatalság számára, hogy újra foglalkozzon a divattal. Hatott rájuk az amerikai életstílus, a soul zenekarok és ezzel párhuzamosan a brit R&B együttesek, valamint néhány moziszínész és a Carnaby Street-i ruhakereskedelem körül kialakuló divatirányzatok, csoportok. Így alakult ki a mod irányzat, amelyet fogyasztás- és divatközpontúságával szokás jellemezni.

### Elszakadás a modoktól
Az évtized közepén szakadás következett be a mod szubkultúrában: a „puhák” erősen konfrontálódtak a középosztálybeli hippikkel, mindig a legújabb divat szerint öltözködtek így hangsúlyozva a csoporthoz tartozásukat. Velük ellentétben a „kemény modok” rövid hajukkal a munkásosztályhoz tartozásukat fejezték ki. Így különböztették meg magukat a hippiktől is, valamint az általuk szuggerált „ipari munkás” imázsnak és az utcai harcoknak is jobban megfelelt a rövidre nyírt haj. '68 körül kaphatták a szkinhed nevet. A „kemény modok” a jamaicai kultúra és a reggae felé fordultak, zenéjük később lassult le, és lett lírikusabb, komolyabb témákkal foglalkozó -mint pl. munkásosztály, szegénység.
A bőrfejűség '69-ben terjedt el, amikor marketingfogásként ilyen kinézettel jelent meg a Slade együttes.

### Kihalás vagy továbbélés?
A '70-es évekre sokan elfordultak a szkinhed-szubkultúrától és új stílusirányzatok jöttek létre, mások visszatértek a mod gyökerekhez. A szkinhedek egy része futballhuligán csoportokhoz került közel.
A mozgalom az évtized közepén új erőre kapott. Az újjáéledő irányzat a punk rock és az oi! irányzatokkal kölcsönhatásban fejlődött. A bőrfejűek egy része visszatért a hagyományos mod öltözködési szokásokhoz, más részük magas szárú bakancsot, szűkebb farmernadrágot és nadrágtartót viselt. A magas szárú bakancs (acél betétes bakancs) a munkavédelmi cipő és a katonai surranó bakancs keverékéből született.
Ebben az időszakban újabb válfajai alakultak ki a szkinhedeknek.
- Suedehead (általában idősebb korosztály körében népszerűbb, közelebb kerülve a mod stílushoz), amelynek tagjai elegánsabb öltözködésükkel tűntek ki, gyakran esernyővel és crombie kabáttal. A hétköznapokban is így jelentek meg. Az ő hajuk viszont már hosszabb volt.
- Smoothie, 1971-ben alakultak ki, nevüket a norvég-kosaras cipőjükről kapták. Ők terjesztették el a mellény és a körgalléros ing viselését a szkinhedek köreiben.
- Bootboy, a városi-fiú irányzata az előző két stílusnak. Jellemzői: bakancs, felhajtott farmer, nadrágtartó, hanyag elegancia, sör, reggae, futballhuliganizmus. Nagyrészt a kisvárosi bootboyoknak köszönhető, hogy a mozgalom egyáltalán túlélte a '70-es éveket.

### Rasszizmus és antirasszizmus
A '60-as évek végén sok szkinhed részt vett a pakisztáni bevándorlók ellen elkövetett erőszakos cselekményekben. Azonban Észak-Angliában és Skóciában voltak antirasszista és baloldali bőrfejűek is. A '70-es években Angliában a bőrfejűek egy része a szélsőjobboldali, erőszakos Nemzeti Frontba tömörült, és felléptek az ázsiai bevándorlók ellen. Sok rosszabb szociális körülmények között élő szkinhed csatlakozott hozzájuk, mert a gazdasági problémákért a bevándorlókat okolták. Az ebben az időben elkövetett erőszakos cselekmények vezethettek ahhoz a téves elképzeléshez, hogy minden bőrfejű neonáci.
A pakisztániak ("pakik") verése –ahogy a melegek és minden különböző kinézetű divatot követő más szubkultúrához tartozók megtámadása– saját magyarázataik szerint nem rasszista vagy politikai indokkal történt. Míg a fekete és fehér szkinhedek a szegényebb rétegekből kerültek ki, a pakisztániak a középosztály tagjai voltak, s jobb életkörülményeik miatt váltak célponttá. A szkinhedek bandákba tömörültek és az utcán sokszor bárkinek nekitámadtak, aki nem tetszett nekik. Rengeteg afrikai szkinhed volt a korai években a szkinhed stílusban, blackheads, soul boys néven futottak, ezek voltak a gúnyneveik. Ahogy voltak ázsiai szkinhedek is.
A rasszista sztereotípiák eloszlatására antirasszista kezdeményezéseket indítottak. 1986-ban az USA-ban indították el a S.H.A.R.P. (Skinheads Against Racial Prejudice – Szkinhedek a Faji Megkülönböztetés Ellen) nevű mozgalmat, majd 1988-ban az ARA (Anti-Racist Action – Antirasszista Akció) szervezetet. A SHARP sok követőt szerzett magának Angliában is, részben az apolitikus bőrfejűek körében.
A SHARP egy országos televíziós csatorna műsorának segítségével széles körben ismertté vált. Ekkor vette fel velük a kapcsolatot velük Roddy Moreno, a cardiffi The Oppressed nevű szkinhed zenekar énekese. Moreno saját kiadót alapított Oi!-Records néven, amely kifejezetten antirasszista zenekarok lemezeinek gondozását vállalta fel. Létrehozta a SHARP angol szekcióját, hogy a bőrfejűeknek "lehetőségük legyen megismerkedni gyökereikkel, s visszatérni saját kultúrájukhoz". Fontos megjegyezni, hogy az említett TV műsorban a SHARP alapítói, az őket ért megbélyegzések miatt kihangsúlyozták drogellenes és antikommunista beállítottságukat is.
Egyesek nem voltak elégedettek helyzetükkel, s komolyabban beleásták magukat a szociális problémák miértjébe és gazdasági kérdésekbe. Így alakult meg a R.A.S.H. (Red and Anarchist Skinheads - Vörös és Anarchista Szkinhedek) nevű szervezet, nem hiába, hiszen baloldaliaknak keresnivalójuk sem volt a SHARP-ban. Az úgynevezett redskinek határozottan szemben állnak a kapitalista rendszerrel és annak kizsákmányoló formáival. Nem elégszenek meg pusztán az antirasszizmussal.

#### Magyarországon
A szubkultúrának csak töredékei érkeztek el az országba, főleg a '80-as évek elején. Ebben az időszakban leginkább punk közösségek voltak meghatározóak, de akadtak szkinhedek is, ill. alakult pár oi! banda. Valószínűleg a szocialista rendszerrel való szembenállásuk a jobboldalra sodorta őket, így fordulhatott elő, hogy Magyarországon abban az időben alakult jobboldali ska együttes is, ami egy jamaikai stílus. 1989 után betört hazánkba a neonáci vonal. A '90-es évek elején egyszerűen sikk volt hungaristának, neonácinak lenni egy kopasz fiatalnak. A mai napig ez a legelterjedtebb stílus a szubkultúrán belül.
1998-ban hazánkba is elérkezett a SHARP, Magyar Antirasszista Skinheadek néven -állítólag először Tiszafüreden. Főleg vidéken szerveznek koncerteket, rendezvényeket. Fanzinek, internet, összejövetelek segítségével magyarázzák el fiataloknak a kultúra lényegét és gyökereit, hirdetik az antirasszizmust. Manapság már egyre több ska, oi!, streetpunk zenekar alakul, így egyre nagyobbodik a tradicionális szkinhed színtér.

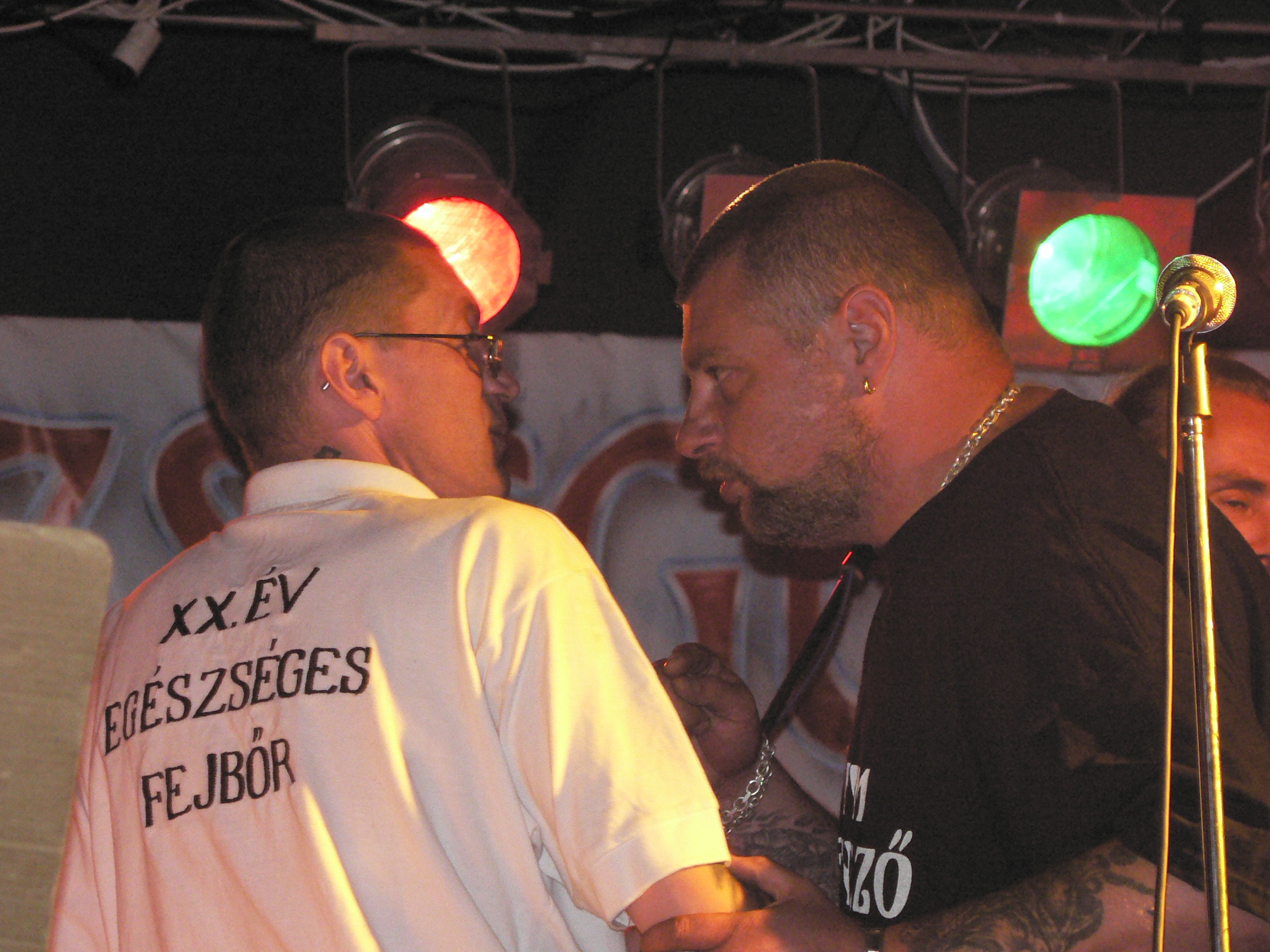
Az Egészséges Fejbőr a Magyar Sziget nagyszínpadán - 2006

Hivatalosan 2008-tól a RASH szervezet hívei is megtalálhatók az országban.
2008. április 11-én kisebb médiavisszhangot kaptak azok a szélsőjobboldal ellen fellépő fiatalok, akik Budapesten a Hollán Ernő utcában „Kopaszok a nácik ellen” (eredetileg német nyelven: Skins gegen nazis) feliratú transzparenst emeltek a magasba, ezzel nyilvánítva ki nemtetszésüket a Magyarországon továbbra is rohamosan terjedő téveszmével szemben, ahol is a szkinhedeket a szélsőjobboldallal azonosítják. A magyarországi RASH tagjai tevékenyen részt vettek a 2009. február 14-i Becsület Napja megemlékezés 60-80 fős ellentüntetésének szervezésében.

## Zene
Hagyományosan a szkinhed szubkultúra a ska és reggae irányzatokhoz kötődött, olyan előadókhoz, mint Desmond Dekker, Laurel Aitken, Symarip vagy Joe the Boss. Szintén megjelent körükben a soul és a rocksteady irányzat.
A punk első hulláma hatott a szkinhedekre. A korai punk zenék nagyon népszerűek voltak a szkinhedek között is. Hamarosan a streetpunk szerves része lett kultúrájuknak. Ez a stílus az Oi! nevet kapta, legnépszerűbb bandák a Cockney Rejects (Oi!Oi!Oi! című albumukon található hasonló nevű számuk adta a nevet), Cock Sparrer, The Business, Angelic Upstarts, Gonads, Last Resort, The Burial, Condemned 84, melyek ma is koncerteznek szerte a világon. Az Oi! sosem volt politizáló zene, de sokan voltak, akik eszközként használták saját politikai nézeteik terjesztésére. Az USA-ban a 80-as években alakult ki a New York Hardcore irányzat, s az ottani színtér abban az időben ezt hallgatta.
A szkinhedek és a reggae közötti kapcsolat vezetett egy új zenei irányzat, a szkinhed reggae kialakulásához. A korai szkinhedek között népszerű volt még a Motown, Northern Soul, Rocksteady és a mod RnB. A 70-es évek suedehead-jei a brit glam rock bandákat hallgatták, mint a Sweet és a Mott the Hoople.
A 70-es évek végén a szkinhedek között a legnépszerűbb zenei irányzat az ún. Two Tone volt, amelyet egy Coventry-ben működő lemezkiadó után neveztek el, az általuk menedzselt együttesek között voltak pl. a The Specials, Madness és a The Selecter. A Two Tone zenekarokat a ska, rocksteady és a punk rock zenei integrációja jellemezte, működése során a Two Tone kiadó számos Top20 kislemezt jelentetett meg, ezek közül volt, amelyik a slágerlista élére is eljutott. Ebben az időszakban a szkinhedek nem voltak ritkák az angol városok főutcáján sem.
Az 1970-es évek végén, az 1980-as évek elején az Oi! zenei stílus kezdett elterjedni a szkinhedek és punkok között - olyannyira, hogy az oi! ma is a szkinhedek egyik kedvelt zenei stílusa. Az oi! zeneileg a punk rock, a pub rock, a brit glam rock és a focihuligánok énekeinek elemeit ötvözi. Az oi! stílus első képviselői a Sham 69, Skrewdriver, Cock Sparrer és a Menace voltak. Maga az "oi!" megnevezés állítólag a Cockney Rejects zenekartól és Garry Bushell zenei újságírótól származik, aki a brit Sounds magazinban népszerűsítette a stílust. A legismertebb brit oi! zenekarok Angelic Upstarts, Blitz, The Business, Last Resort, Combat 84 és a The 4-Skins voltak. Azonban az oi! nemcsak a szkinhedek zenéje volt: szkinek, punkok és olyanok is játszották, akik egyik kategóriába se illettek (őket herbert-nek is hívták).
A rasszista szkinhedek saját zenei szubkultúrát alakítottak ki, amelyet „Kommunizmusellenes rocknak” (Rock Against Communism, RAC) neveztek el, jelentősebb képviselőik a Skrewdriver, Brutal Attack és a Bound for Glory. A RAC zeneileg hasonló volt az oi! és punk rockhoz, de számos elemet átvett a heavy metalból és a rockzenéből.
Az amerikai oi! mozgalom az 1980-as években startolt olyan zenekarokkal, mint a The Bruisers (énekesük ma a Dropkick Murphys tagja), Anti-Heros (akik beperelték az Amerikai história X című film készítőit a logójuk felhasználása miatt) és az Iron Cross. Az amerikai szkinhedek ugyancsak befogadták a szkin szubkultúrába a hardcore punkot játszó zenekarokat, mint a Warzone, Agnostic Front és a Cro-Mags. Napjainkban az amerikai oi! zenekarok a korai amerikai hardcore-t és a 70-es évek brit streetpunkjára jellemző stílusokat keverik zenéjükben. A Tarhad zenekar egy amerikai zeneszámot [paranoid] átírt az ,,Oi Skinhead, Oi!" címre.

## Hagyományos stílus és ruházat

### Haj
Általában kopasz.

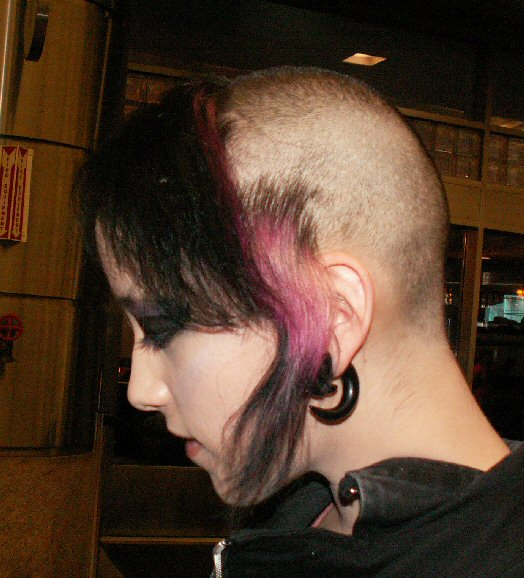
Chelsea frizurás szkinhed lány

- Férfiak: A kezdeti időkben nem borotválták, pár mm-es hajat hordtak, barkóval. Sok tradicionális szkinhed ma is ezt viseli, a legtöbbjük azonban kopasz.
- Nők: Hátul rövidebb, elöl a homlokig ér. A pajesz hosszabbra hagyva.

### Felsőruházat
Elegáns ing vagy galléros póló, V alakú pulóver, gyakran mellény. Kedvelt márkák a Ben Sherman, Fred Perry, Lonsdale, Burlington, Ralph Lauren, Merc, Jaytex, Henri Lloyd, Timberland, Brutus, Burberry.

### Kabát
Harrington, MA1-s bomberdzseki, farmerkabát, hosszabb kabátok (crombie-k). Márkák: Alpha, Knightsbridge, Levi's, Lonsdale stb.

### Nadrág
Általában kék farmer, vagy terepnadrág.
- Férfiak: Általában Sta Press, egyenes szárú Levi's vagy Wrangler farmernadrág, fehér színben is, a Mechanikus narancs alapján. Jobboldali skinheadek köreiben népszerűek a katonai nadrágok és terepszínű álcanadrágok több változata.
- Nők: Hasonló a férfiakhoz; harisnya, később miniszoknya. Zöld katonai nadrág, természetesen a bakancsba tűrve. Csőszárú farmer, felhajtva.

### Cipő
Fekete bakancs.
- Férfiak: Eredetileg katona- vagy acélbetétes munkásbakancs, később Dr. Martens bakancs, főleg (cseresznye)piros és fekete színben, acélbetéttel, amit nem ritkán fegyverként is alkalmaznak. Tradicionális szkinhedek ritkán hordják az acélbetétest. Ők esküsznek a klasszikus 1460-ra. A bakancs a szubkultúra munkás jellegére utal, tetoválásként és más ábrázolásokon is gyakran feltűnik. Esetenként használnak Loafer cipőket, ha a helyzet úgy kívánja pl: Ska clubokban, vagy ahol elegánsan kell megjelenni.
- Nők: Martens bakancs, Loafer cipők.

### Tetoválások
szkinhed, hooligan, working class, 1969, A.C.A.B. feliratok, szkinhed lány ábrázolások, bakancsrajzok, keresztbe tett kalapácsok, zenekarok logói, nemzeti és lokálpatrióta zászlók, futballcsapatok címerei, pókháló, matrózcsillag stb.

## Irányzatok
A szkinhedeken belül is elkülöníthetők kisebb csoportok öltözködés és stílus vagy politikai nézetek alapján.

### "Politikai irányzatok"
- Apolitikus szkinhedek: az igazi gyökerekhez kötődnek, a többi csoporttól eltérően tudatosan nem fogalmaznak meg kollektív véleményt a rasszizmus tárgykörében.
- Antirasszista szkinhedek: antirasszisták, antifasiszták, szervezeteik a Skinheads Against Racial Prejudice (SHARP), az Anti-Fascist Action (AFA) és az Anti-Racist Action (ARA). Ugyanakkor előfordulhat, hogy nemzeti beállítottságúak.
- Redskinek: nem pusztán antifasiszták, kifejezetten baloldaliak. Aktívan fellépnek a szélsőjobboldaliak ellen. Szervezetük a Red and Anarchist Skinheads (RASH) .
- Jobboldali szkinhedek: konzervatív nemzeti irányzat, nem szélsőségesek vagy fasiszták.
- Bonehead: szélsőjobboldaliak, hungaristák, fasiszták, neonácik. Ez az irányzat nem befolyásolja a közegben megjelent külsőt, nem minden esetben hord bakancsot és szűk farmert. Előfordulhat olyan is, aki vörös fűzőt hord, mutatva a vér tisztaságát és becsületét.

### Stílusirányzatok
- Tradicionális szkinhedek: Az igazi gyökerekhez kötődnek, a '69-es generációhoz. Értékeik: munkásosztály, összetartás, elegancia, sör, reggae.
- Trojan skin: tradicionális, ska-reggae zenét hallgató szkinhed, nevük a Trojan Records angol kiadó, vagy a Trojan Scooter Club angol scooter/robogó klub nevéből.
- Hardcore punk szkinhedek: Többféle politikai nézethez kötődő USA-beli irányzat, amely az 1980-as évektől bontakozott ki. Ízlésében erősen elkülönül a többi csoporttól. A Warzone, Agnostic Front, Cro-Mags, Murphy’s Law, Life’s Blood nevű NYHC (New York Hardcore) bandák tagjai is hardcore skinek voltak.
- Oi-skin: Oi! zenét kedvelő skin.
- Clockwork-skin: Más néven drúg (droogie), öltözetüket és viselkedésüket az 1971-es Mechanikus narancs c. filmből vették.